# Marieta Morosina Priuli
Marieta Morosina Priuli, död 1665, var en italiensk kompositör.
Hon utgav 1665 Balletti e correnti.